# 유우 (양왕)
유우(劉紆, ? ~ 29년)은 중국 신나라와 후한 초기 사람으로, 천자를 자칭하고 후한 광무제와 싸운 유영(劉永)의 아들이다.
아버지가 광무제와 싸우다 지고 수하 장수 경오(慶吾)에게 암살당한 후, 수혜취(垂惠聚, 패군의 속현으로 현 중화인민공화국 안후이성 보저우시 멍청현 훙청촌 일대)로 달아난 아버지의 장수 소무(蘇茂)와 주건(周建)에 의해 양나라 왕으로 옹립됐다. 한편 소무와 주건과 따로 있던 교강도 돌아와 원래 자기의 근거지인 서방(西防, 산양군 창읍현 서남쪽에 위치한 요새)을 지켰다. 한편 아버지에게서 제왕의 작위를 받은 장보는 유우를 황제로 추대하려 했으나, 막빈 왕굉의 반대로 뜻을 접었다.
건무 4년(29년) 가을, 광무제의 포로장군(捕虜將軍) 마무(馬武)와 기도위(騎都尉) 왕패(王霸)에게 주건과 함께 수혜취(垂惠聚)에서 포위당해, 소무의 구원을 받아 함께 마무와 싸웠지만 졌고, 주건의 형의 아들 주송(周誦)이 모반해 성문을 걸어잠가 셋은 뿔뿔이 흩어져 달아났다. 유우는 교강에게 달아났지만, 건무 5년(29년)에 교강이 표기대장군(驃騎大將軍) 두무(杜茂)의 공격을 받으면서 해서왕(海西王) 동헌(董憲)에게 달아났다. 광무제는 갑연과 방맹(龐萌)에게 동헌을 공격하게 했는데, 방맹이 모반하고 갑연을 공격하는 사건이 벌어졌다. 유우는 이를 듣자 하비(下邳)에서 난릉(蘭陵)으로 옮기고 소무와 교강을 보내 방맹을 도와 동평군(東平郡) 도성(桃城)을 포위하게 했다. 그러나 광무제와 오한(吳漢)이 각각 도성을 구원했고, 유우 측 군대는 도성을 20여일 간 맹공격했으나 함락하지 못한 채 광무제와 오한에 대적했으나 패배했다. 이후에도 유우는 패배를 거듭하다가, 건무 5년 8월에 담성(郯城)이 함락되자 달아날 곳을 잃고 자신의 휘하 병사였던 고호(高扈)에게 머리를 베였다.